# ناحیه باراگا، میشیگان
ناحیه باراگا (به انگلیسی: Baraga Township) یک منطقهٔ مسکونی در ایالات متحده آمریکا است که در شهرستان براگا، میشیگان واقع شده‌است.
 ناحیه باراگا ۴۸۴٫۸ کیلومتر مربع مساحت و ۳٬۸۱۵ نفر جمعیت دارد و ۲۶۳ متر بالاتر از سطح دریا واقع شده‌است.